# Antwerp (Ohio)
Pour les articles homonymes, voir Antwerp.
Antwerp est un village américain situé dans le comté de Paulding, dans l'Ohio. Selon le recensement de 2010, sa population est de 1 736 habitants.